# Bistum Odessa-Simferopol
Das Bistum Odessa-Simferopol (lateinisch Dioecesis Odesensis-Sympheropolitana, ukrainisch Одесько-Сімферопольська дієцезія) ist ein römisch-katholisches Bistum im Süden der Ukraine mit Sitz in Odessa. Sein Gebiet umfasst die Oblaste Odessa, Mykolajiw, Cherson und Kirowohrad, die Krim und den westlichen Teil der Oblast Dnipropetrowsk.

## Geschichte
Das Bistum wurde im Jahr 2002 unter Papst Johannes Paul II. durch Abtrennung vom Bistum Kamjanez-Podilskyj neu errichtet. Erster Bischof war bis Februar 2020 Bronisław Bernacki. Ihm folgte Stanislaw Schyrokoradjuk OFM.

## Weblinks

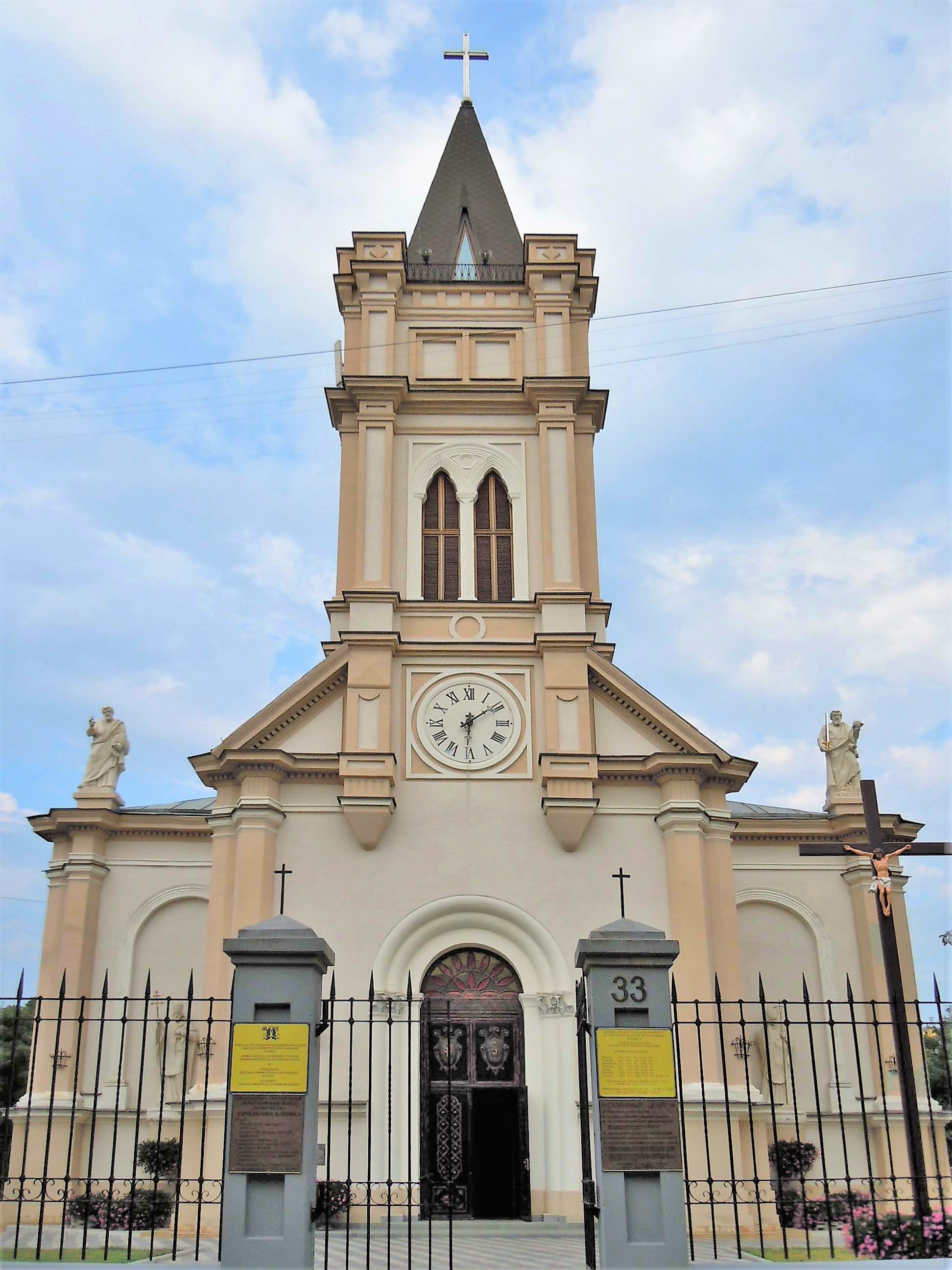
Römisch-katholische Kathedrale in Odessa